# 金関猛
金関 猛（かなせき たけし、1954年12月 - ）は、ドイツ文学者、岡山大学名誉教授。京都生まれ。
1979年京都大学文学部独文科卒、81年同大学院文学研究科修士課程修了、岡山大学助手、講師、助教授、2000年教授、社会文化科学研究科教授。2020年岡山大学名誉教授。ジークムント・フロイトや能について研究する。

## 受賞
- 岡山芸術文化賞（2019年）[2]

## 著書
- 『能と精神分析』平凡社選書 1999
- 『岡山の能・狂言』日本文教出版 岡山文庫 2001
- 『ウィーン大学生フロイト 精神分析の始点』中公叢書 2015
- 『フロイトと心の劇場』岡山大学出版会 2020

- 『ドイツ文法15課 新訂版』尾川浩と共著 三修社 2004

### 翻訳
- ダーニエール・パウル・シュレーバー『シュレーバー回想録 ある神経病患者の手記』平凡社 1991/平凡社ライブラリー 2002／中公クラシックス 2015。尾川浩共訳
- ジークムント・フロイト『失語論 批判的研究』平凡社 1995。石沢誠一解題
- ヨーゼフ・ブロイアー/ジークムント・フロイト『ヒステリー研究』ちくま学芸文庫（上下） 2004/中公クラシックス 2013
- フロイト『あるヒステリー分析の断片 ドーラの症例』ちくま学芸文庫 2006
- フロイト『シュレーバー症例論』中公クラシックス 2010
- フロイト『夢解釈〈初版〉』中公クラシックス（上下）2012

## 論文
- CiNii>金関猛

## 注
1. ↑  「夢解釈」訳者紹介
2. ↑  国吉講座と金関教授が岡山芸術文化賞を受賞 - 国立大学法人 岡山大学 2019年7月5日